# Ipomoea aprica
Ipomoea aprica är en vindeväxtart som beskrevs av Homer Doliver House. Ipomoea aprica ingår i släktet praktvindor, och familjen vindeväxter. Inga underarter finns listade i Catalogue of Life.